# Franklin Sumner Earle

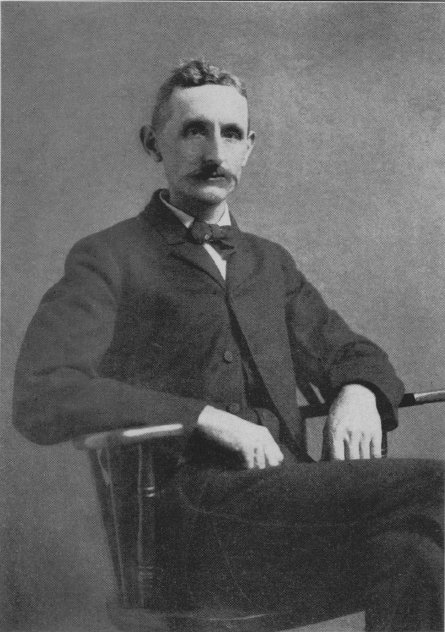
Franklin Sumner Earle omstreeks 1903

Franklin Sumner Earle (Dwight, 4 september 1856 – ?, 31 januari 1929) was een Amerikaans mycoloog. Hij was de eerste mycoloog die werkte bij de New York Botanical Garden en was de auteur van een boek over schimmelgeslachten in Noord-Amerika: The Genera of North American Gill Fungi.

## Biografie
Frankin Sumner Earle werd op 4 september 1856 geboren in Dwight (Illinois), als zoon van Parker Earle en Melanie Tracy. Hij bracht een groot deel van zijn vroege jeugd door op de boerderij van Earle. Later ging hij in de jaren 1880 sporadisch naar de Universiteit van Illinois te Urbana-Champaign, maar behaalde nooit een diploma. Hij studeerde bij de mycoloog Thomas Jonathan Burrill.
Kort na zijn studie diende Earle als hoofdinspecteur van het Mississippi Agriculture Experiment Station (1892-1895). Kort daarna werkte Earle als bioloog en tuinbouwer van het Alabama Agriculture Experiment Station (1895–1900).
Earle werkte als assistent-conservator en was verantwoordelijk voor de mycologische collecties in de New York Botanical Garden in 1901.
De standaard auteursafkorting Earle wordt gebruikt om deze persoon aan te duiden als de auteur bij het aanhalen van een botanische naam.

## Familie
In 1886 huwde hij met Susan B. Skeham en samen kregen ze twee dochters. Zijn zus was de fictieschrijver, Mary Tracy Earle.
- Author citation (botany): Earle
- CiNii: DA14098036
- Gemeinsame Normdatei: 136084362
- International Standard Name Identifier: 0000 0000 8274 5671
- Library of Congress Control Number: no2009111454
- Réseau des bibliothèques de Suisse occidentale: 02-A023788299
- Istituto Centrale per il Catalogo Unico: PUVV350734
- SNAC: w6419d7x
- Virtual International Authority File: 80488899
- WorldCat: E39PBJkxGCtBhVfWyfygPYP4v3